# Simon Mensing
Simon Ross Mensing (* 27. Juni 1982 in Wolfenbüttel) ist ein englischer Fußballspieler deutscher Abstammung. Er besitzt beide Staatsbürgerschaften.

## Vereine
Mensing spielte bis 2002 in der Reservemannschaft vom FC Wimbledon. Während seiner Zeit dort wurde er an den FC Stenhousemuir und FC Clyde ausgeliehen. Bei Clyde konnte sich der rechte Mittelfeldspieler durchsetzen, wurde sogar Jugendspieler des Jahres und wechselte im Mai 2002 nach zum FC Clyde.
Bei den Schotten wurde er schnell zum Publikumsliebling und bekam aufgrund seiner deutschen Wurzeln den Spitznamen „Gunter“. Nach drei Jahren bei Clyde wechselte er 2005 zum FC St. Johnstone.
2007 wechselte er zum FC Motherwell. Im September 2007 wurde er für drei Monate an Hamilton Academical ausgeliehen, nachdem er bei Motherwell nicht zum Stammspieler wurde. Seit dem 18. Januar 2008 spielte er regulär für den Verein und konnte sogar Ende der Saison in die Scottish Premier League aufsteigen. Nach einem auf Methylhexanamin positiven Dopingtest wurde er im Januar 2011 für einen Monat gesperrt.
2012 wechselte er zu den Raith Rovers und 2013 ging er zum FC Livingston. 2015 wechselte er zu den Atlanta Silverbacks in Amerika, bei denen er das Amt des Kapitäns übernahm.
2016 wechselte er zum North Carolina FC, der früher noch RailHawks hieß. Nach einem Jahr dort wechselte er zurück nach Schottland in die Scottish League One, Schottlands dritte Liga. Dort spielte er für den Airdrieonians FC und für den Forfar Athletic FC. Insgesamt machte er bei den beiden zwölf Spiele ohne Torerfolg.